# Total Life Forever
Total Life Forever è il secondo album discografico del gruppo indie rock britannico Foals, pubblicato nel 2010.
I singoli estratti dall'album sono: Spanish Sahara (aprile 2010), This Orient (maggio 2010), Miami (luglio) e Blue Blood (novembre).

## Tracce
1. Blue Blood – 5:17
2. Miami – 3:42
3. Total Life Forever – 3:18
4. Black Gold – 6:26
5. Spanish Sahara – 6:46
6. This Orient – 4:06
7. Fugue – 0:49
8. After Glow – 6:09
9. Alabaster – 4:00
10. 2 Trees – 5:11
11. What Remains – 4:37

## Classifiche
- Official Albums Chart (Regno Unito) - #8

## Formazione
Foals
- Yannis Philippakis - voce, chitarra, batteria
- Jimmy Smith - chitarra
- Walter Gervers - basso
- Edwin Congreave - tastiere
- Jack Bevan - batteria

Collaboratori
- Caroline Wickberg - voce in Black Gold e Spanish Sahara